# Застава Њу Брансвика
Застава Њу Бранзвика је приказ штита грба Њу Бранзвика. Застава је усвојена 1965. године.
Размера заставе је 5:8. Горња трећина заставе је златни лав у пролазу на црвеној позадини (симбол везе са Енглеском, али и са Брауншвајгом у Немачкој).
У доње две трећине заставе је приказ шпанске галије (традиционални симбол брода у хералдици), што симболише бродоградњу, једну од главних привредних грана у провинцији кроз историју.